# Joëlle Békhazi
Joëlle Békhazi, född 27 april 1987 i Hamilton i Ontario, är en kanadensisk vattenpolospelare.
Békhazi tog silver i damernas vattenpoloturnering i samband med panamerikanska spelen 2015 i Toronto.